# Sportivo svizzero dell'anno
Il premio di sportivo svizzero dell'anno è attribuito dalla stampa svizzera. L'atleta maschio più premiato è il tennista Roger Federer, che ha vinto il premio sette volte (2003, 2004, 2006, 2007, 2012, 2014 e 2017).

## Vincitori
| Anno | Sportivo             | Sport                |
| ---- | -------------------- | -------------------- |
| 1950 | Armin Scheurer       | Atletica leggera     |
| 1951 | Hugo Koblet          | Ciclismo             |
| 1952 | Josef Stalder        | Ginnastica artistica |
| 1953 | Alfred Bickel        | Calcio               |
| 1954 | Non attribuito       |                      |
| 1955 | Hans Frischknecht    | Corsa militare       |
| 1956 | Non attribuito       |                      |
| 1957 | Walter Tschudi       | Atletica leggera     |
| 1958 | Christian Wägli      | Atletica leggera     |
| 1959 | Ernst Fivian         | Ginnastica artistica |
| 1960 | Bruno Galliker       | Atletica leggera     |
| 1961 | Gérard Barras        | Atletica leggera     |
| 1962 | Adolf Mathis         | Sci alpino           |
| 1963 | August Hollenstein   | Tiro                 |
| 1964 | Henri Chammartin     | Dressage             |
| 1965 | Urs von Wartburg     | Atletica leggera     |
| 1966 | Non attribuito       |                      |
| 1967 | Werner Duttweiler    | Atletica leggera     |
| 1968 | Josef Haas           | Sci nordico          |
| 1969 | Philippe Clerc       | Atletica leggera     |
| 1970 | Bernhard Russi       | Sci alpino           |
| 1971 | Non attribuito       |                      |
| 1972 | Bernhard Russi       | Sci alpino           |
| 1973 | Werner Dössegger     | Atletica leggera     |
| 1974 | Clay Regazzoni       | Automobilismo        |
| 1975 | Rolf Bernhard        | Atletica leggera     |
| 1976 | Heini Hemmi          | Sci alpino           |
| 1977 | Michel Broillet      | Sollevamento pesi    |
| 1978 | Markus Ryffel        | Atletica leggera     |
| 1979 | Peter Lüscher        | Sci alpino           |
| 1980 | Robert Dill-Bundi    | Ciclismo             |
| 1981 | Roland Dalhäuser     | Atletica leggera     |
| 1982 | Urs Freuler          | Ciclismo             |
| 1983 | Urs Freuler          | Ciclismo             |
| 1984 | Étienne Dagon        | Nuoto                |
| 1985 | Pirmin Zurbriggen    | Sci alpino           |
| 1986 | Werner Günthör       | Atletica leggera     |
| 1987 | Werner Günthör       | Atletica leggera     |
| 1988 | Hippolyt Kempf       | Sci nordico          |
| 1989 | Tony Rominger        | Ciclismo             |
| 1990 | Daniel Giubellini    | Ginnastica artistica |
| 1991 | Werner Günthör       | Atletica leggera     |
| 1992 | Tony Rominger        | Ciclismo             |
| 1993 | Tony Rominger        | Ciclismo             |
| 1994 | Tony Rominger        | Ciclismo             |
| 1995 | Donghua Li           | Ginnastica artistica |
| 1996 | Donghua Li           | Ginnastica artistica |
| 1997 | Michael von Grünigen | Sci alpino           |
| 1998 | Oscar Camenzind      | Ciclismo             |
| 1999 | Marcel Schelbert     | Atletica leggera     |
| 2000 | André Bucher         | Atletica leggera     |
| 2001 | André Bucher         | Atletica leggera     |
| 2002 | Simon Ammann         | Salto con gli sci    |
| 2003 | Roger Federer        | Tennis               |
| 2004 | Roger Federer        | Tennis               |
| 2005 | Thomas Lüthi         | Motociclismo         |
| 2006 | Roger Federer        | Tennis               |
| 2007 | Roger Federer        | Tennis               |
| 2008 | Fabian Cancellara    | Ciclismo             |
| 2009 | Didier Cuche         | Sci alpino           |
| 2010 | Simon Ammann         | Salto con gli sci    |
| 2011 | Didier Cuche         | Sci alpino           |
| 2012 | Roger Federer        | Tennis               |
| 2013 | Dario Cologna        | Sci di fondo         |
| 2014 | Roger Federer        | Tennis               |
| 2015 | Stan Wawrinka        | Tennis               |
| 2016 | Fabian Cancellara    | Ciclismo             |
| 2017 | Roger Federer        | Tennis               |
| 2018 | Nino Schurter        | Ciclismo             |
| 2019 | Christian Stucki     | Hockey sul ghiaccio  |
| 2020 | Non attribuito       |                      |
| 2021 | Marco Odermatt       | Sci alpino           |
| 2022 | Marco Odermatt       | Sci alpino           |
| 2023 | Marco Odermatt       | Sci alpino           |
| 2024 | Marco Odermatt       | Sci alpino           |

| Anno | Sportiva                 | Sport                 |
| ---- | ------------------------ | --------------------- |
| 1950 | Non assegnato            |                       |
| 1951 | Non assegnato            |                       |
| 1952 | Non assegnato            |                       |
| 1953 | Non assegnato            |                       |
| 1954 | Ida Bieri-Schöpfer       | Sci alpino            |
| 1955 | Non attribuito           |                       |
| 1956 | Madelaine Chamot-Berthod | Sci alpino            |
| 1957 | Non attribuito           |                       |
| 1958 | Non attribuito           |                       |
| 1959 | Non attribuito           |                       |
| 1960 | Non attribuito           |                       |
| 1961 | Non attribuito           |                       |
| 1962 | Non attribuito           |                       |
| 1963 | Non attribuito           |                       |
| 1964 | Non attribuito           |                       |
| 1965 | Non attribuito           |                       |
| 1966 | Meta Antenen             | Atletica leggera      |
| 1967 | Non attribuito           |                       |
| 1968 | Non attribuito           |                       |
| 1969 | Non attribuito           |                       |
| 1970 | Non attribuito           |                       |
| 1971 | Meta Antenen             | Atletica leggera      |
| 1972 | Marie-Theres Nadig       | Sci alpino            |
| 1973 | Karin Iten               | Pattinaggio artistico |
| 1974 | Lise-Marie Morerod       | Sci alpino            |
| 1975 | Lise-Marie Morerod       | Sci alpino            |
| 1976 | Christine Stückelberger  | Dressage              |
| 1977 | Lise-Marie Morerod       | Sci alpino            |
| 1978 | Cornelia Bürki           | Atletica leggera      |
| 1979 | Denise Biellmann         | Pattinaggio artistico |
| 1980 | Ruth Keller              | Trampolino            |
| 1981 | Denise Biellmann         | Pattinaggio artistico |
| 1982 | Erika Hess               | Sci alpino            |
| 1983 | Doris De Agostini        | Sci alpino            |
| 1984 | Michela Figini           | Sci alpino            |
| 1985 | Michela Figini           | Sci alpino            |
| 1986 | Maria Walliser           | Sci alpino            |
| 1987 | Maria Walliser           | Sci alpino            |
| 1988 | Vreni Schneider          | Sci alpino            |
| 1989 | Vreni Schneider          | Sci alpino            |
| 1990 | Anita Protti             | Atletica leggera      |
| 1991 | Vreni Schneider          | Sci alpino            |
| 1992 | Conny Kissling           | Sci acrobatico        |
| 1993 | Manuela Maleeva          | Tennis                |
| 1994 | Vreni Schneider          | Sci alpino            |
| 1995 | Vreni Schneider          | Sci alpino            |
| 1996 | Barbara Heeb             | Ciclismo              |
| 1997 | Martina Hingis           | Tennis                |
| 1998 | Natascha Badmann         | Triathlon             |
| 1999 | Anita Weyermann          | Atletica leggera      |
| 2000 | Brigitte McMahon         | Triathlon             |
| 2001 | Sonja Nef                | Sci alpino            |
| 2002 | Natascha Badmann         | Triathlon             |
| 2003 | Simone Niggli-Luder      | Orientamento          |
| 2004 | Karin Thürig             | Ciclismo              |
| 2005 | Simone Niggli-Luder      | Orientamento          |
| 2006 | Tanja Frieden            | Snowboard             |
| 2007 | Simone Niggli-Luder      | Orientamento          |
| 2008 | Ariella Käslin           | Ginnastica artistica  |
| 2009 | Ariella Käslin           | Ginnastica artistica  |
| 2010 | Ariella Käslin           | Ginnastica artistica  |
| 2011 | Sarah Meier              | Pattinaggio artistico |
| 2012 | Nicola Spirig            | Triathlon             |
| 2013 | Giulia Steingruber       | Ginnastica artistica  |
| 2014 | Dominique Gisin          | Sci alpino            |
| 2015 | Daniela Ryf              | Triathlon             |
| 2016 | Lara Gut                 | Sci alpino            |
| 2017 | Wendy Holdener           | Sci alpino            |
| 2018 | Daniela Ryf              | Triathlon             |
| 2019 | Mujinga Kambundji        | Atletica leggera      |
| 2020 | Non attribuito           |                       |
| 2021 | Belinda Bencic           | Tennis                |
| 2022 | Mujinga Kambundji        | Atletica leggera      |
| 2023 | Lara Gut-Behrami         | Sci alpino            |
| 2024 | Lara Gut-Behrami         | Sci alpino            |